# Nueva Zelanda en los Juegos Olímpicos de Ámsterdam 1928
Nueva Zelanda estuvo representada en los Juegos Olímpicos de Ámsterdam 1928 por un total de 9 deportistas que compitieron en 3 deportes.  
El portador de la bandera en la ceremonia de apertura fue el atleta Arthur Porritt.

## Medallistas
El equipo olímpico neozelandés obtuvo las siguientes medallas:
| Nombre     | Deporte | Competición        |
| ---------- | ------- | ------------------ |
| Oro        |         |                    |
| Ted Morgan | Boxeo   | Wélter (66,7 kg) M |
| Plata      |         |                    |
| —          |         |                    |
| Bronce     |         |                    |
| —          |         |                    |